# Krakowice
Krakowice – kolonia w Polsce położona w województwie zachodniopomorskim, w powiecie gryfickim, w gminie Gryfice.
Krakowice należą do sołectwa Kukań.
W latach 1975–1998 miejscowość administracyjnie należała do województwa szczecińskiego.